# Kolcomysz drobna
Kolcomysz drobna (Acomys wilsoni) – gatunek ssaka z podrodziny sztywniaków (Deomyinae) w obrębie rodziny myszowatych (Muridae), występujący w Afryce Wschodniej.

## Zasięg występowania
Kolcomysz drobna występuje we wschodniej Afryce zamieszkując w zależności od podgatunku:
- A. wilsoni wilsoni – znany tylko z miejsca typowego w przybrzeżnej południowej Kenii.
- A. wilsoni ablutus – Nyama Nyango, północna część rzeki Ewaso Ng’iro, Kenia.
- A. wilsoni argillaceus – południowy Sudan Południowy.
- A. wilsoni enid – północna Uganda.
- A. wilsoni nubilus – znany tylko z miejsca typowego w południowo-zachodniej Kenii.

Występuje również w południowej Etiopii, południowej Somalii i północnej Tanzanii, ale przynależność podgatunkowa nie jest znana.

## Taksonomia
Gatunek po raz pierwszy zgodnie z zasadami nazewnictwa binominalnego opisał w 1892 roku brytyjski zoolog Oldfield Thomas nadając mu nazwę Acomys wilsoni. Holotyp pochodził z Mombasy, w Kenii.
A. wilsoni był wcześniej zaliczany do grupy gatunkowej A. subspinosus, a następnie na podstawie analiz genetycznych i molekularnych uznano go za odrębny gatunek, blisko spokrewniony z A. percivali z którą występuje sympatrycznie; także uzębienie tych dwóch gatunków jest bardzo podobne, ale A. wilsoni ma krótszy ogon w stosunku do reszty ciała. Gatunki te są filogenetycznie odrębne od pozostałych kolcomyszy. Filogeneza molekularna przeprowadzona w, 2011 roku wykazała dużą różnorodność w Tanzanii, a A. wilsoni jest prawdopodobnie kompleksem gatunkowym na podstawie sekwencji mtDNA (cytochrom b). Autorzy Illustrated Checklist of the Mammals of the World rozpoznają pięć podgatunków.

### Etymologia
- Acomys: gr. ακη akē „ostry punkt”; μυς mus, μυός muos „mysz”[13].
- wilsoni: D.J. Wilson, pracownik Brytyjskiej Kompanii Wschodnioafrykańskiej, kolekcjoner z Mombasy[14].
- ablutus: łac. ablutus „umyty, oczyszczony”, od abluere „myć, prać”[15].
- argillaceus: nowołac. argillaceous „gliniany, z gliny”, od argilla „glina”, od gr. αργιλλος argillos „biała glinka, ziemia garncarza”[16][17].
- enid: Winifred Enid Blunt z domu Dent (1910–2011), córka kpt. Richarda Edwarda Denta, brytyjskiego osadnika z Kenii, plantatora, kolekcjonera, myśliwego[16][7][18].
- nubilus: łac. nubila „pochmurny, ponury, ciemny”, od nubes, nubis „chmura”[19].

## Morfologia
Długość ciała (bez ogona) 89–114 mm, długość ogona 65–100 mm, długość ucha 14–16 mm, długość tylnej stopy 14–16 mm; masa ciała 22–47 g. Jak wskazuje nazwa, jest to najmniejszy gatunek kolcomyszy.

## Ekologia
Kolcomysz drobna jest pospolicie spotykana w centralnej części Wielkich Rowów Afrykańskich, do wysokości 1000 m n.p.m. Preferuje tereny skaliste, pokryte żwirem; kryje się w gęstych kępach sansewierii i w kopcach termitów. Jest owadożerna. Nie wiadomo, czy potrafi przetrwać w zaburzonym środowisku.

## Populacja
Kolcomysz drobna zamieszkuje duży obszar i jest pospolita; populacja jest stabilna. Międzynarodowa Unia Ochrony Przyrody uznaje ją za gatunek najmniejszej troski. Obecnie nie są znane zagrożenia dla gatunku. Zamieszkuje obszary chronione takie jak Park Narodowy Tsavo i Park Narodowy Amboseli.